# Synagoga v Dolní Lukavici
Bývalá synagoga v Dolní Lukavici, v současnosti č.p. 93, je situována asi 100 m západně od kostela v Dolní Lukavici. Tato nová synagoga byla postavena po požáru roku 1849, který velmi poničil obecní domy i starou synagogu.
Budova synagogy byla později přestavěna k obytným účelům.
Na severním okraji obce se nachází židovský hřbitov.